# 城山公園 (桶川市)

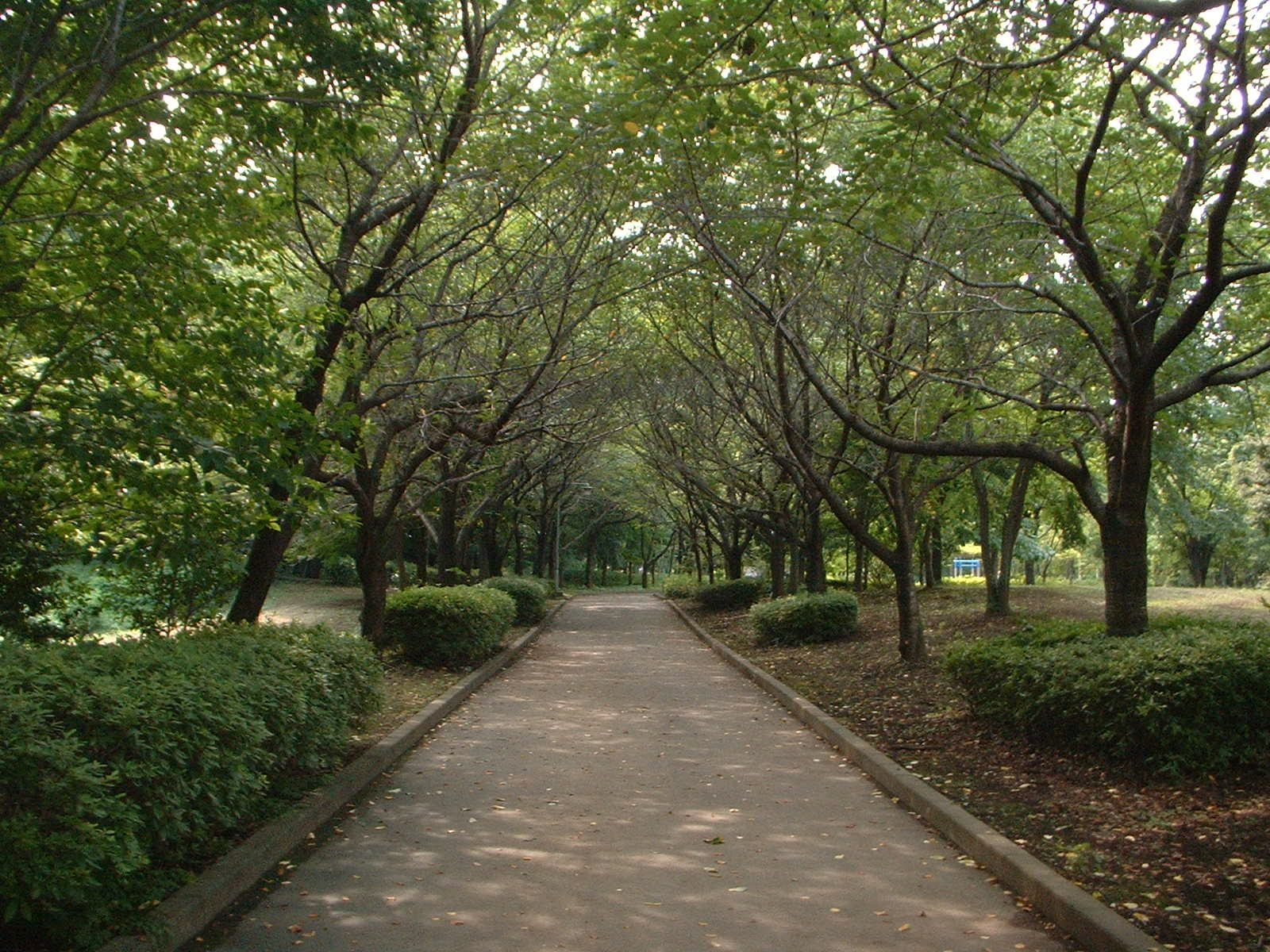
並木道

城山公園（しろやまこうえん）は、埼玉県桶川市に位置する都市公園（総合公園）。鎌倉時代の三ツ木城の跡に造られている。

## 概要
- 所在地：桶川市川田谷2839-11（管理事務所）
- 面積：10.5ha

公園内には市民プールやテニスコート等の有料施設も含めて25の施設がある。桶川市紅花マラソンのスタート地点とゴール地点になっている。なお、市民プールは2007年（平成19年）より休止となっていたが、2012年（平成24年）に解体された。公園の縁を石川川が流れる。

## 公園内の風景
公園内の樹は武蔵野の雑木林をイメージして植えられていて、いくつかの目的別の広場がある。公園の中央には大池という池があり、釣りをすることもできる。また、約300本の桜の木があり、春には花見ができる。
公園の北側（展望台のある方向）に「花木園」があり、八重桜は4月半ば頃に美しく咲きそろう。鬱金桜（薄い黄色とピンク）、御衣黄（ぎょいこう、緑色）、万里香（白）、楊貴妃（薄いピンク）、関山（せきやま、濃いピンク）、それぞれ銘の札が掛かっている。鬱金と御衣黄は遅咲きであり、4月中旬以降に咲く年もある。

## 施設

### 無料施設
- 遊具
- 藤棚
- 時計台と銅像
- 展望台
- 池（大池、中池）
- じゃぶじゃぶ池
- バーベキュー広場（持込みエリア）
- ベンチやテーブル
- 駐車場

じゃぶじゃぶ池
2011年（平成23年）に改修、中池に繋がるように拡張された。5月の連休前後から9月下旬まで水遊びが楽しめる。

### 有料施設
- テニスコート
- 多目的広場
- バーベキュー広場（施設エリア）

バーベキュー広場
2018年（平成30年）4月開設。かまどやテーブルが設置されている施設エリア（有料300円/区画）と、利用者がコンロなどを持ち込んで利用する持込みエリア（無料）がある広場。管理棟では用具の有料貸出や物品の販売なども行っており、授乳室も設置されている。

### かつて存在した施設

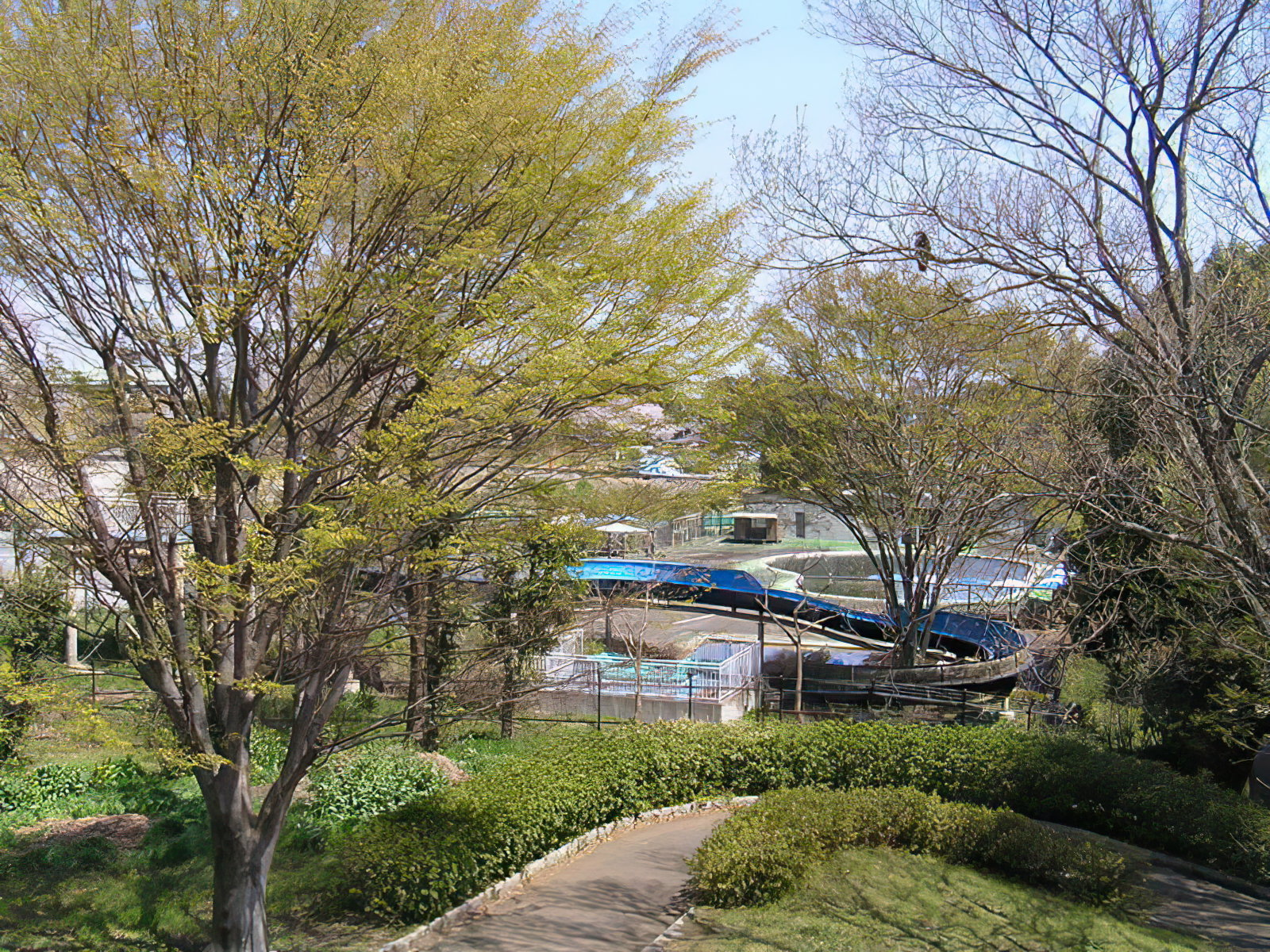
展望台から見た休止中の市民プール

市民プール
1989年（平成元年）7月8日開設。公園内の北東に位置し、料金は大人200円、小中学生100円で子供プールやウォータースライダーがあった。地盤沈下や施設の老朽化のため2007年（平成19年）から休止状態だったが、2012年（平成24年）に解体。跡地は多目的広場に拡充された。

## 三ツ木城
公園の西側に三ツ木城跡がある。城の居住者は源頼朝に仕えた足立遠元である説や岩槻城の太田氏に仕えた石井丹後守である説があるがはっきりと分かっていない。周辺の地名である「城山」はこの城に由来する。

## ギャラリー

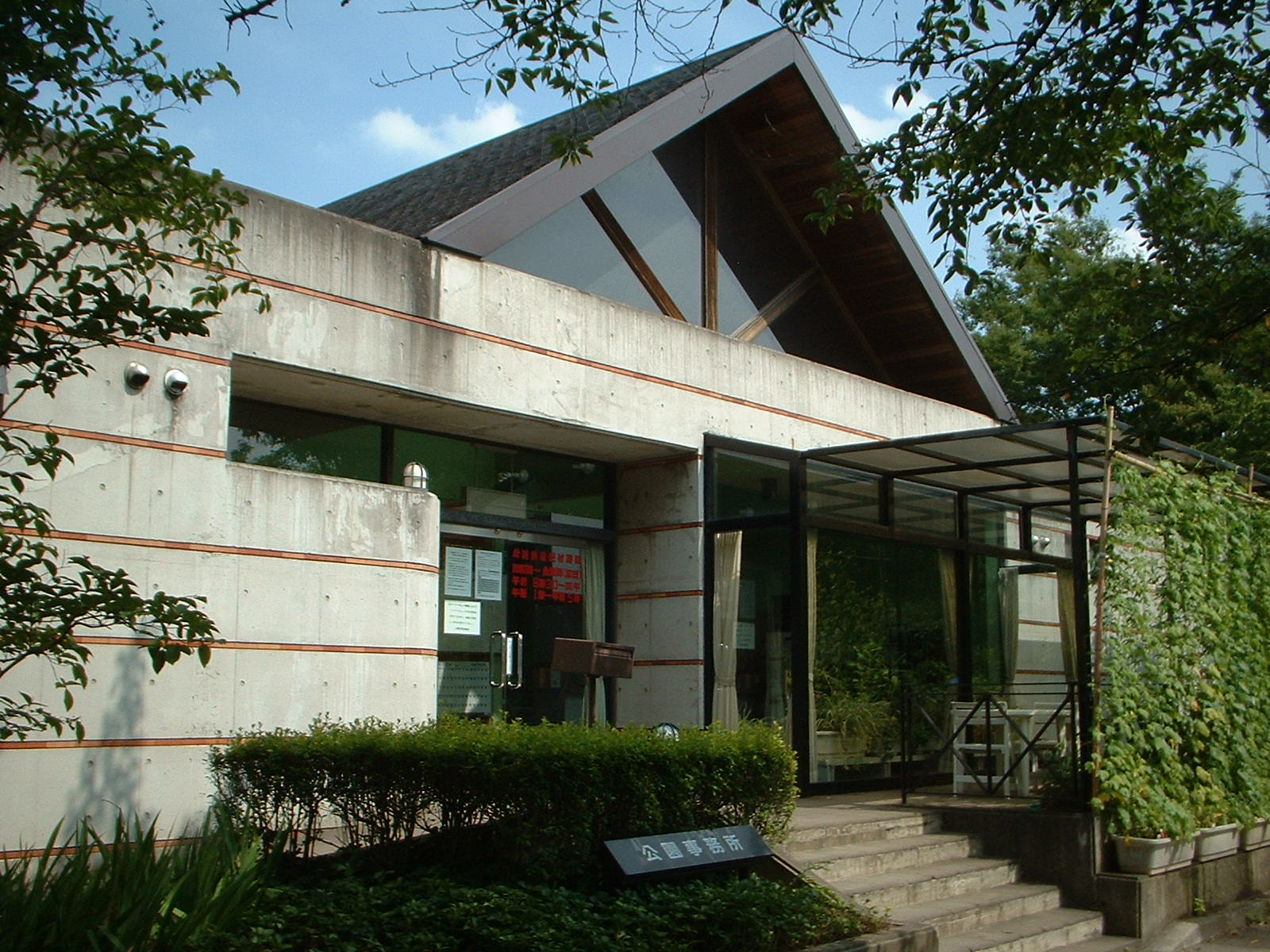
公園管理事務所
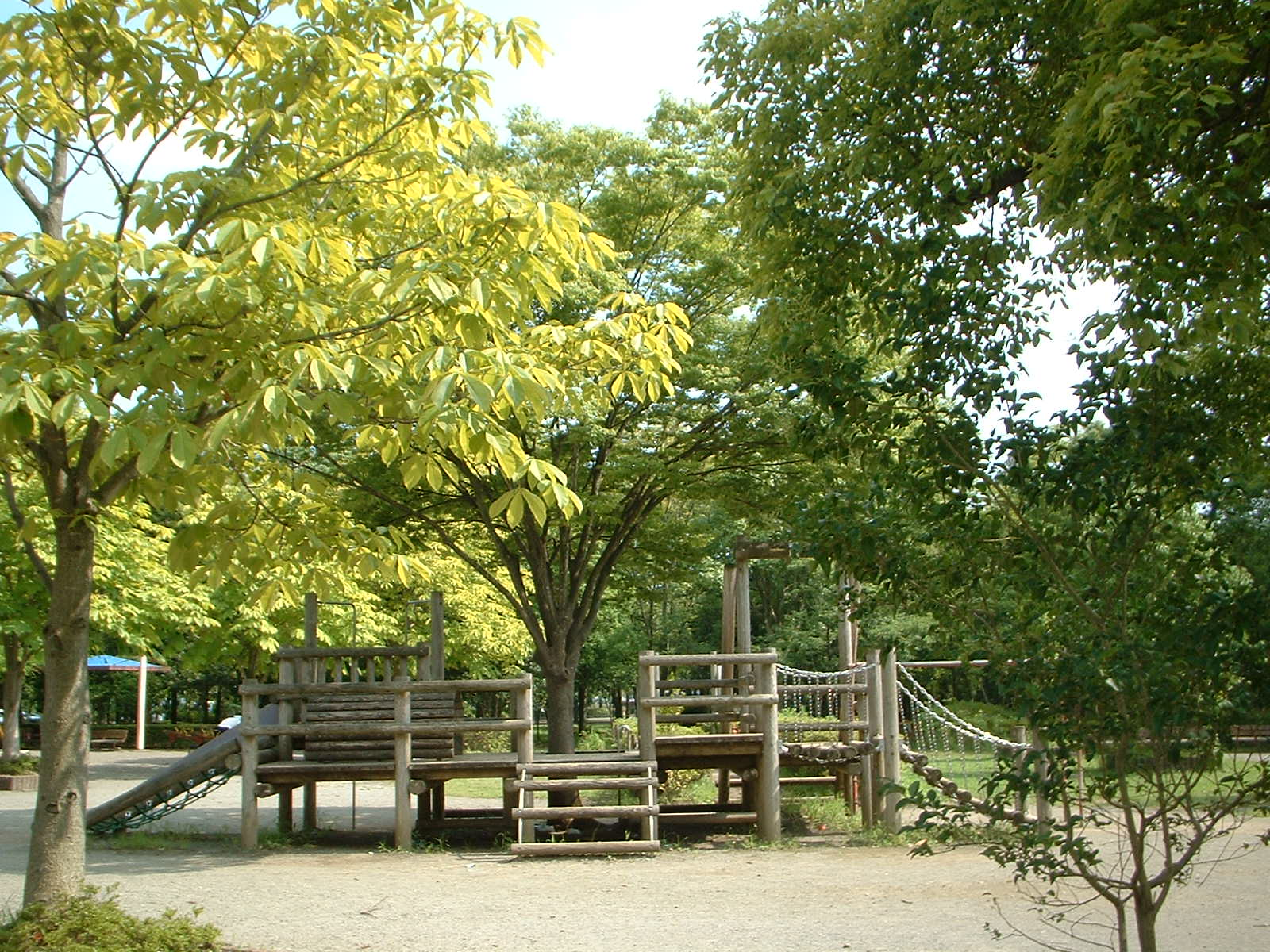
遊具